# Jaka Lakovič
Jaka Lakovič (Lubiana, 9 luglio 1978) è un allenatore di pallacanestro ed ex cestista sloveno.

## Carriera
Nella sua carriera ha giocato nello Slovan Lubiana e nel Krka Novo mesto, squadre slovene, e nel Panathinaikos. Con i greci ha militato per quattro stagioni, dal 2002 al 2006, vincendo quattro campionati nazionali e tre coppe di Grecia. Il 24 gennaio 2013 passa alla Felice Scandone Basket Avellino, venendo confermato per la stagione seguente.
Con la Slovenia ha disputato due edizioni dei Campionati mondiali (2006, 2010) e sette dei Campionati europei (2001, 2003, 2005, 2007, 2009, 2011, 2013).

## Statistiche

### Eurolega
| Anno       | Squadra         | PG  | PT  | MP   | TC%  | 3P%  | TL%  | RP  | AP  | PRP | SP  | PP   |
| ---------- | --------------- | --- | --- | ---- | ---- | ---- | ---- | --- | --- | --- | --- | ---- |
| 2001-2002  | Krka Novo mesto | 14  | 13  | 32,5 | 49,1 | 43,6 | 89,0 | 2,1 | 3,8 | 2,0 | 0,0 | 20,9 |
| 2002-2003  | Panathīnaïkos   | 19  | 6   | 23,7 | 50,4 | 50,0 | 89,1 | 1,8 | 2,6 | 0,5 | 0,0 | 9,4  |
| 2003-2004  | Panathīnaïkos   | 20  | 15  | 29,2 | 44,8 | 35,8 | 84,6 | 2,1 | 2,4 | 1,3 | 0,0 | 13,4 |
| 2004-2005  | Panathīnaïkos   | 25  | 19  | 31,5 | 44,5 | 35,3 | 83,9 | 2,1 | 2,8 | 1,4 | 0,0 | 15,1 |
| 2005-2006  | Panathīnaïkos   | 22  | 21  | 31,0 | 40,0 | 37,0 | 83,8 | 1,4 | 2,5 | 1,1 | 0,1 | 14,4 |
| 2006-2007  | Barcellona      | 23  | 19  | 24,7 | 42,9 | 39,8 | 76,8 | 1,7 | 3,5 | 0,9 | 0,0 | 10,3 |
| 2007-2008  | Barcellona      | 23  | 20  | 25,4 | 38,8 | 35,8 | 80,7 | 2,2 | 3,0 | 1,0 | 0,0 | 12,2 |
| 2008-2009  | Barcellona      | 18  | 11  | 22,7 | 43,6 | 41,2 | 88,1 | 1,3 | 2,9 | 0,8 | 0,0 | 9,9  |
| 2009-2010† | Barcellona      | 19  | 0   | 13,6 | 41,6 | 43,9 | 87,9 | 0,8 | 1,3 | 0,5 | 0,0 | 6,2  |
| 2010-2011  | Barcellona      | 19  | 3   | 15,5 | 42,6 | 36,5 | 64,3 | 0,5 | 1,9 | 0,2 | 0,1 | 6,4  |
| 2011-2012  | Galatasaray     | 16  | 8   | 26,2 | 39,6 | 36,1 | 81,8 | 1,9 | 2,7 | 0,2 | 0,1 | 9,7  |
| Carriera   | Carriera        | 218 | 135 | 25,2 | 43,3 | 38,6 | 83,6 | 1,6 | 2,7 | 0,9 | 0,0 | 11,6 |

## Palmarès

### Giocatore

#### Club
- Campionato greco: 4:

Panathinaikos: 2002-03, 2003-04, 2004-05, 2005-06
- Coppa di Grecia: 3

Panathinaikos:	2002-03, 2004-05, 2005-06
- Campionato spagnolo: 2

Barcellona: 2008-09, 2010-11
- Copa del Rey: 3

Barcelona: 2007, 2010, 2011
- Supercoppa spagnola: 2

Barcelona: 2009, 2010
- Liga catalana: 1

Barcellona: 2010
- Coppa del Presidente: 1

Galatasaray: 2011
- Eurolega: 1

Barcellona: 2009-10

#### Individuale
- A1 Ethniki MVP finali: 2

Panathīnaïkos: 2002-03, 2004-05
- All-Euroleague Second Team: 1

Panathinaikos: 2004-05
- MVP della Coppa di Grecia: 1

Panathinaikos: 2004-05

### Allenatore

#### Competizione internazionale
- Eurocup: 1

Gran Canaria: 2022-23